# Contra las cuerdas (telenovela colombiana)
Contra las Cuerdas es una telenovela colombiana producida por Teleset para RCN Televisión en 2013, es la adaptación del formato argentino Contra las cuerdas. La versión colombiana de Contra las cuerdas fue creada por Juliana Lema y Silvia León. Esta protagonizada por Manuela González, Santiago Alarcón y Emerson Rodríguez Gómez

## Sinopsis
Rafael Contreras es un boxeador amateur que debe huir de su pueblo natal tras negarse a perder una pelea. En Bogotá, busca a su hermano mayor Lucho con el fin de que lo ayude a conseguir trabajo para enviarle dinero a su esposa Yolanda y a sus dos hijos pequeños, quienes quedaron en el pueblo en peligro. Pero la vida de Lucho en Bogotá no es la de un simple mecánico como Rafael piensa: es un mujeriego y borracho que en realidad trabaja en el mercado negro de carros. La relación de Rafael y Lucho se pone a prueba además cuando Rafael conoce a Helena, la novia de Lucho, quien es una bella líder comunitaria que no logra sacar de su cabeza, poniendo en riesgo su sólido matrimonio y su hasta entonces firmes principios.

## Elenco
- Manuela González - Helena Díaz
- Santiago Alarcón - Lucho Contreras
- Emerson Rodríguez Gómez - Rafael Contreras
- Michelle Manterola - Yolanda Guarín
- Hugo Gómez - Hugo Díaz
- Víctor Hugo Morant - Sarmiento
- Víctoria Góngora -
- Amparo Conde - Stella de Sarmiento
- Luis Miguel Hurtado - Fredy Aguilar
- Juan Cálderon -
- Linda Carreño -
- Alejandra Ávila - Nicole
- Orlando Lamboglia -
- Ulises González - Gordillo
- María José Vargas - Marcela
- Javier Saenz -
- Juan David Manrique  - Toñito
- Laura Rodríguez -
- Javier Ramírez -
- Laura Estupiñan - Milena
- Bruno Díaz -  Omar Velázquez " El Paisa"
- Jorge Herrera - Aguilar
- Javier Ramírez  - Jorge Díaz
- Liz Bazurto - Celina, "La Furi"
- Javier Santamaría - Jorge
- Mike Moreno - Manolo
- Felipe Estupiñan - Nando